# GZA-651

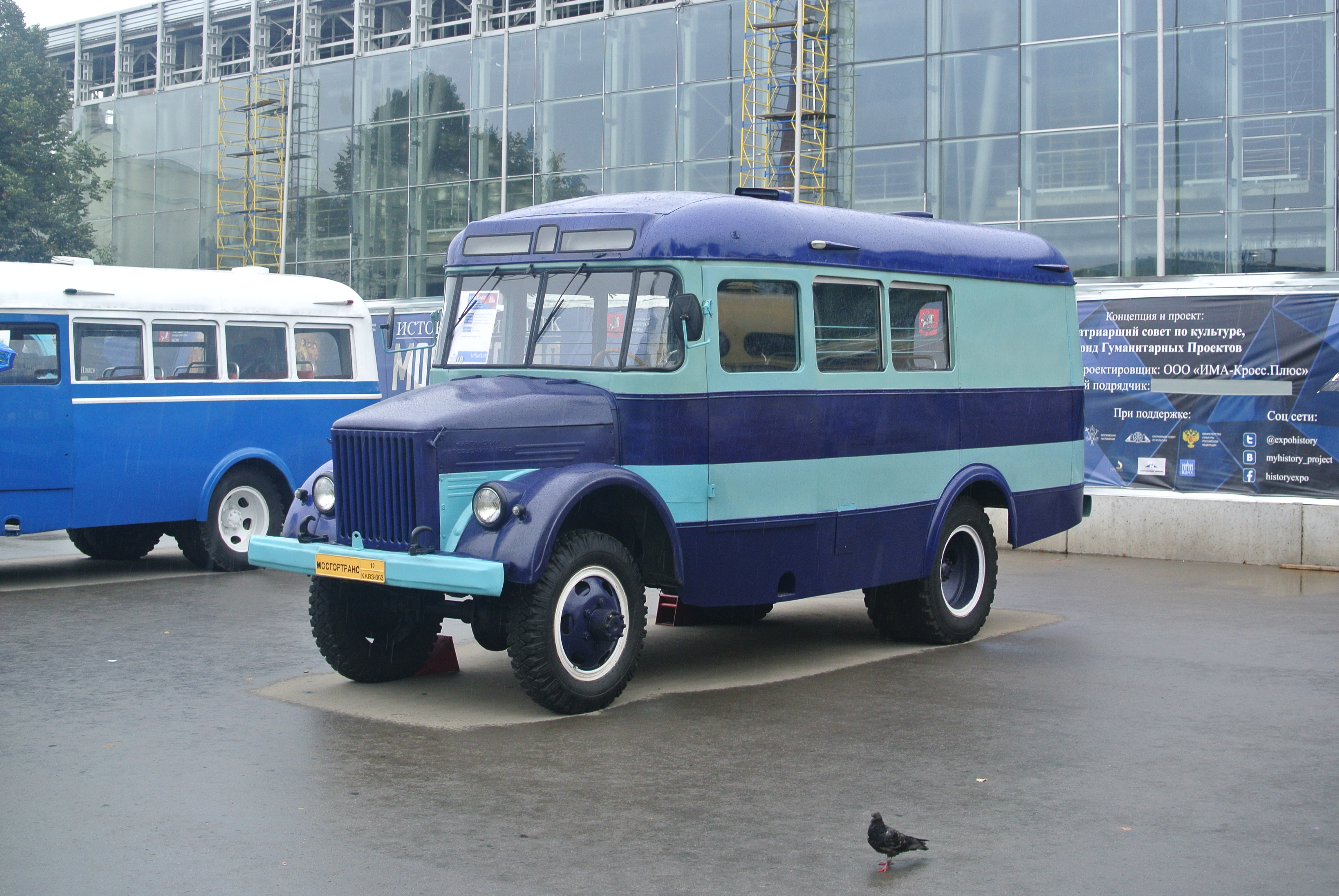
Verze KavZ-663 se zvýšenou průchodivostí (plněpohonné provedení s poháněnou přední nápravou)

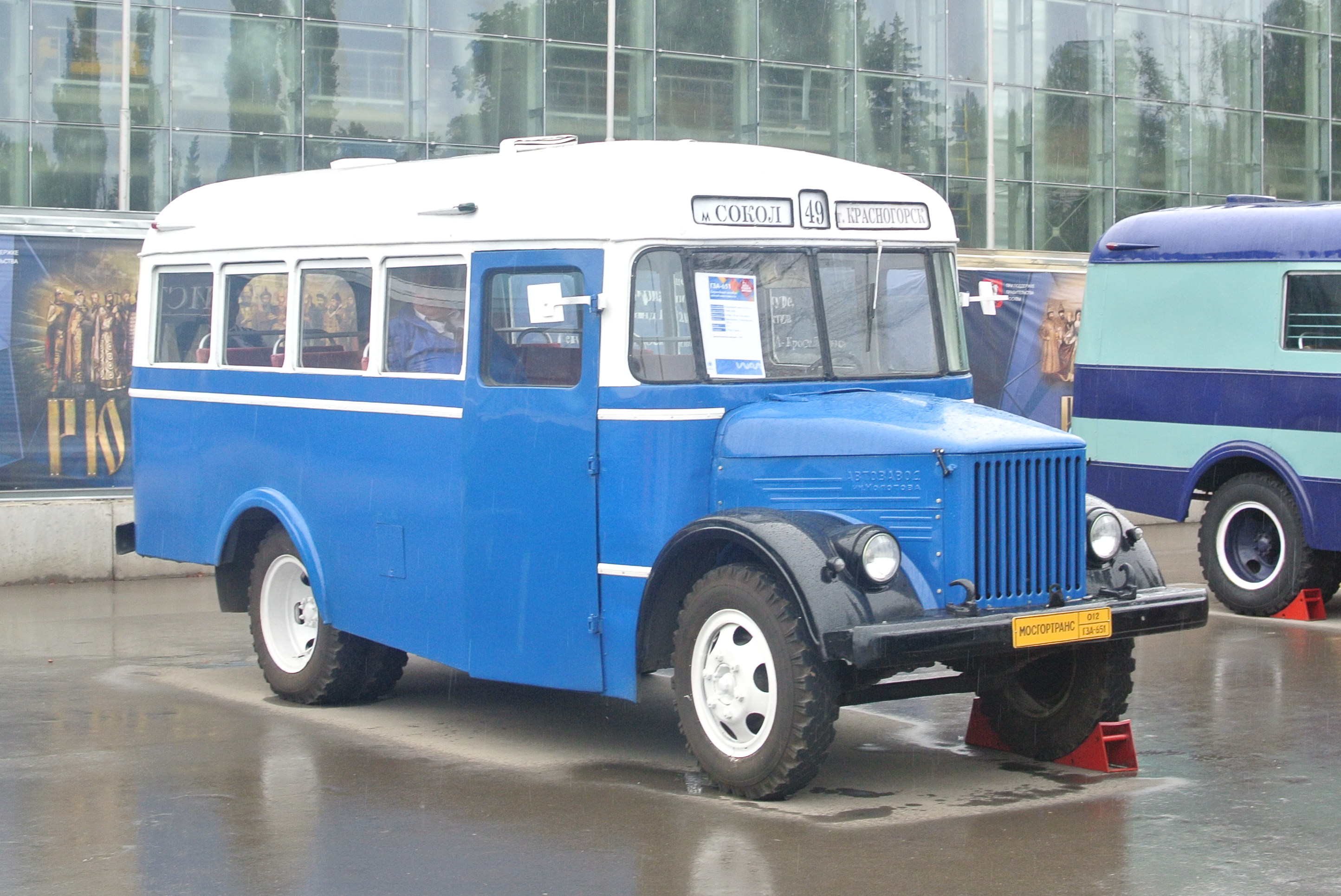
Klasické provedení GZA-651

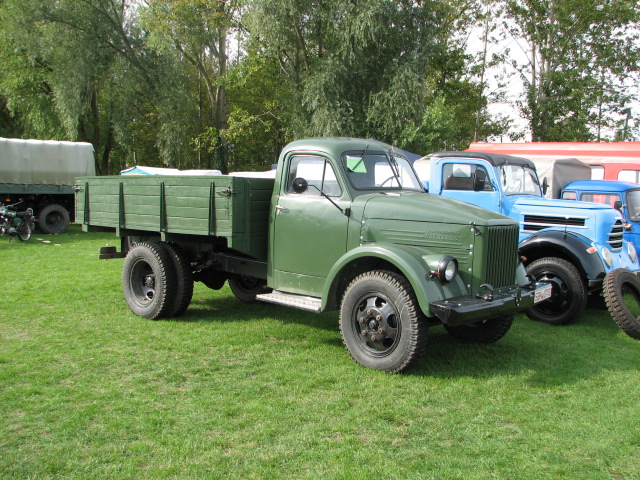
Nákladní automobil GAZ-51, na jehož podvozku se autobusy stavěly

GZA-651 byl sovětský autobus kapotové koncepce s dřevěnou kostrou karoserie na podvozku nákladního automobilu GAZ-51.

## Historie
Jeho výroba začala už v roce 1949 v Gorkovském závodě autobusů (GZA; rusky Горьковский автобусный завод), což byla pobočka podniku GAZ. V roce 1952 byla jeho výroba předána do Pavlovského autobusového závodu (PAZ; rusky Па́вловский авто́бусный заво́д ), kde byl vyráběn pod označením PAZ-651. Od roku 1953 se do výroby GZA-651 zapojil také Rižský autoopravárenský závod č. 2 (RARZ, budoucí RAF), který používal označení RARZ-651. Jednoduchá dřevěná konstrukce umožnila výrobu i v dalších autoopravárenských závodech. Jejich produkty se často lišily od původní předlohy z Gorkého.
Motor byl čtyřtaktní, benzínový, řadový šestiválec, shodný s nákladními automobily GAZ-51 a GAZ-52.
Počínaje rokem 1957 začala sériová výroba celokovové verze PAZ-651A. Na základě GZA-651 vyprojektovali konstruktéři PAZ celou typovou řadu speciálních provedení:
- PAZ-651V – sanitní,
- PAZ-657 – pro přepravu pečiva,
- PAZ-659 – pojízdná prodejna,
- PAZ-659B – epidemiologická laboratoř,
- PAZ-661 – furgon pro přepravu oděvů,
- PAZ-661B – univerzální furgon pro přepravu zboží.

Od ledna 1958 začala souběžná výroba autobusu PAZ-651A v Kurganském autobusovém závodě s označením KAvZ-651A. Výroba v PAZ skončila v roce 1961. Do roku 1973 se v Kurganu vyráběla verze KAvZ-651B, která se lišila pouze topením v salónu pro cestující. Na podvozku automobilu GAZ-63 (plněpohonná verze GAZ-51) byl vyráběn autobus se zvýšenou průchodností KAvZ-663.

## Vnější odlišnosti jednotlivých modelů
GZA-651 se odlišoval od autobusů KAvZ i od nákladního automobilu GAZ-51 zaoblenou maskou chladiče. Typické pro vozy z výroby do roku 1956 byla také hranatá směrová světla původem z osobního automobilu Poběda. Byla umístěna na přední stěně karoserie pod čelním sklem. Část autobusů, včetně většiny exportních provedení, byla vybavena chromovanými nárazníky a rámečky světlometů.